# Prostitution in der Schweiz
Prostitution in der Schweiz ist ein legales Gewerbe. Das gilt sowohl für das Angebot und den Konsum wie auch für das Betreiben von Bordellen, oft als Salons oder allgemeiner als Etablissements bezeichnet. «Die Schweiz gehört in Sachen Prostitution zu den liberalsten Ländern», wobei die Prostitution und ihre Rahmenbedingungen stark reglementiert sind. Ab den späten 1990er-Jahren haben sich mit den elektronischen Medien die Kontaktmöglichkeiten für sexuelle Dienstleistungen diversifiziert, wodurch der Anteil der sichtbaren Strassenprostitution am ganzen Gewerbe zurückgegangen ist. Das sogenannte Rotlichtmilieu bleibt in den grösseren Städten traditionell verbunden mit bestimmten Vierteln, so in Zürich mit dem Langstrassenquartier, in Genf mit Les Pâquis oder in Basel mit dem Klingental. Kulturell bildet die Schweiz keine Ausnahme: «Die Haltung der europäischen Kultur gegenüber der Prostitution zeichnet sich durch Ambivalenz und Doppelbödigkeit aus: Ob rechtlich erlaubt, bloss geduldet oder verboten, wird diese zugleich in die dunkeln Zonen der Gesellschaft verbannt, dabei aber als Notwendigkeit oder Selbstverständlichkeit in ihrer Mitte akzeptiert.»

## Definitionen
- Der Bundesrat beantwortete die Definitionsfrage 1985 in einer Botschaft: «Was ist unter Prostitution zu verstehen? Prostitution kann sowohl hetero- wie homosexuelle Prostitution sein. Sie besteht im gelegentlichen oder gewerbsmässigen Anbieten und Preisgeben des eigenen Körpers an beliebige Personen zu deren sexueller Befriedigung gegen Entlöhnung in Geld oder anderen materiellen Werten. Die sexuelle Handlung braucht nicht in der Vornahme des Beischlafes zu bestehen.»[5] Die Ethikerin Bowald (2010, S. 34) bemängelte, es sei in der Botschaft «keine inhaltliche Bestimmung von Prostitution oder sexueller Handlung zu finden». Die Erziehungswissenschafterin Büschi (2011, S. 20) kritisierte ihrerseits, «dass mit der Nutzung des Begriffs Prostitution die Tatsache, dass es sich um eine Erwerbsarbeit handelt, nicht explizit gemacht wird; dass gelegentliche und gewerbsmässige Prostitution unterschieden und damit implizit davon ausgegangen wird, gelegentliche Prostitution sei nicht gewerbsmässig ausgeübt und umgekehrt, gewerbsmässige Prostitution werde nicht (ausschliesslich) gelegentlich ausgeübt; dass von der Annahme ausgegangen wird, der gesamte Körper des oder der Prostituierten werde angeboten oder preisgegeben; dass von der Annahme ausgegangen wird, dies geschehe an beliebige Personen (ohne Auswahloption)».
- Der Bundesrat erläuterte 2015 in einem Bericht die strafrechtliche Definition der Prostitution wie folgt: «Prostitution wird im Strafrecht als gelegentliches oder gewerbsmässiges Anbieten und Preisgeben des eigenen Körpers an beliebige Personen zu deren sexueller Befriedigung gegen Geld oder geldwerte Leistungen verstanden. Von ‹Verkaufen des Körpers› spricht man einzig beim Menschenhandel, bei dem eine Person wie eine Ware behandelt wird. Drei Merkmale müssen gegeben sein, damit Prostitution vorliegt: 1.) Der eigene Körper ist involviert. Es genügt, dass dies vereinzelt oder erstmalig erfolgt. Die Prostitution braucht also weder regelmässig noch hauptberuflich ausgeübt zu werden. Das Kriterium wird hingegen nicht erfüllt, wenn etwa bei ‹Telefonsex› erotische oder pornographische Dienste über Telefonsexanbieter erbracht werden. 2.) Es wird eine sexuelle Dienstleistung erbracht, egal welcher Art. Jede hetero- oder homosexuelle Handlung, mit der ein Kunde oder eine Kundin über einen körperlichen Kontakt befriedigt werden soll, genügt grundsätzlich. Nicht als Prostitution gelten deshalb der Striptease, der Table-Dance oder das Animieren, bei dem der Kunde oder die Kundin lediglich zuschaut. Der Vollzug eines Geschlechtsaktes oder das tatsächliche Erreichen der Befriedigung werden nicht vorausgesetzt. Es spielt auch keine Rolle, ob die sexuelle Handlung aktiv geleistet oder passiv erduldet wird. 3.) Es handelt sich um ein Austauschverhältnis. Mit dem eigenen Körper wird eine sexuelle Dienstleistung angeboten, weil der Kunde oder die Kundin ein Entgelt dafür versprochen hat. Die Bezahlung der Dienstleistung muss nicht zwingend in Geldform erfolgen oder versprochen worden sein. Sie kann ebenso in der Form von Drogen, Unterkunft, Essen, Markenartikeln, Ferien oder anderen materiellen Werten erfolgen. Auch das ‹Abarbeiten› einer eigenen oder fremden Schuld gehört dazu.»[6]
- Das Bundesgericht hat «in einem Entscheid festgehalten, dass die so genannte erotische Feinmassage auch zur Prostitution zu rechnen ist.» (Bowald 2010, S. 34) Hingegen «fallen [sic] beispielsweise die Tätigkeit in einer Peep-Show oder als Cabaret-Tänzerin nicht darunter» (ebd.).
- Das kantonale Freiburger Prostitutionsgesetz definiert in Art. 2: «Unter Prostitution ist die Tätigkeit einer Person zu verstehen, die sich sexuellen Handlungen oder Handlungen sexueller Art mit einer bestimmten oder unbestimmten Anzahl von Personen gegen Entgelt hingibt.»[7]
- Ähnlich legt der Art. 2 des kantonalen Berner Prostitutionsgesetzes fest: «Unter Prostitution ist die Tätigkeit einer Person zu verstehen, die Handlungen sexueller Art für eine bestimmte oder unbestimmte Anzahl von Personen gegen Entgelt erbringt.»[8]
- Die Schweizer Juristin Brigitte Hürlimann (2004, S. 11) definiert konzise: «Auf einen kurzen Nenner gebracht bedeutet Prostitution nichts anderes als Sex gegen Geld, wobei unter Geld eine materielle Gegenleistung des Freiers jeglicher Art gemeint ist, etwa auch Geschenke.»
- Die Schweizer Ethikerin Béatrice Bowald (2010, S. 33) gibt zu berücksichtigen: «Welche (sexuellen) Verhaltensweisen als Prostitution begriffen werden, hängt vom jeweiligen kulturellen Verständnis ab. Dieses ist immer auch normativ geprägt und zudem nicht geschlechtsneutral.» Sie definiert: «[D]ie Prostitutionstätigkeit stellt eine Dienstleistung dar, die zu Erwerbszwecken ausgeübt wird.» (ebd, S. 35) Ausserdem sei Prostitution «ein Phänomen mit verschiedensten Ausprägungen und fliessenden Übergängen. Als solches ist sie eine Form von Sexarbeit bzw. ein Teil des Sexgewerbes, das noch verschiedene andere Arten sexueller Dienstleistung beinhaltet wie […] den Telefonsex, die Pornoindustrie und weitere» (ebd, S. 34 f.).

## Begriffe
- Prostitution: Der Begriff wurde erst im 18. Jh. aus dem Französischen entlehnt und hat sich in der Schweiz durchgesetzt. Es gibt viele Synonyme, deren jeweiliger Gebrauch unterschiedlich motiviert sein kann. in Gesetzestexten wird auf Bundesebene seit einigen Jahrzehnten ausschliesslich Prostitution verwendet. In anderen amtlichen deutschsprachigen Texten finden sich in den letzten 100 Jahren neben dem Sammelbegriff Sexgewerbe vor allem die zwei Synonyme Gewerbsmässige Unzucht und Sexarbeit.
- Gewerbsmässige Unzucht: Das ursprünglich althochdeutsche Wort Unzucht wurde ab dem 18. Jh. «stärker auf sexuelle Regelverstösse eingeschränkt und zum Oberbegriff für moralisch und rechtlich verfolgte Sexualdelikte».[9] Die Bezeichnung widernatürliche gewerbsmässige Unzucht (mit der Bedeutung «sexuelle Handlungen von männlichen Prostituierten mit männlichen Freiern») findet sich in amtlichen Texten der Schweiz noch bis in die zweite Hälfte des 20. Jh.s, gilt aber heute als archaistisch oder anachronistisch. Ende des 20. Jh.s wurde die Bezeichnung in allen älteren Gesetzestexten durch Prostitution ersetzt.[10]
- Sexarbeit: Dieser Neologismus ist eine Lehnübersetzung der frühen 1980er-Jahren aus dem Englischen und geht zurück auf die Prägung durch die Aktivistin Carol Leigh in den USA der späteren 1970er Jahre. In seiner weiteren Bedeutung wird er als Oberbegriff für diverse erotische Erwerbstätigkeiten gebraucht, darunter auch Telefonsex oder Pornodarstellung. In seiner engeren Bedeutung ist er ein Synonym für Prostitution, dessen Gebrauch eine liberale Einstellung zur Frage der Legitimität signalisiert. In der Schweiz wird das Synonym zunehmend auch in amtlichen Texten verwendet. Der Kanton Bern gebraucht es in der Kommunikation mit der Bevölkerung seit 2013 quasi ausschliesslich.[11] Der Kanton Luzern verwendet es auch in seinen gesetzlichen Texten.[12]
- Zwangsprostitution: Der auch in der Schweiz und insbesondere im Zusammenhang mit Menschenhandel häufig verwendete Begriff ist insofern irreführend, als er nicht eine der ausgeprägten Formen von Prostitution (wie Strassenprostitution, Bordellprostitution, Escortservice usw.) bezeichnet, sondern eine Form von Zwangsarbeit. In Abgrenzung dazu wird die legale Form der Erwerbsarbeit oft als freiwillige Prostitution bezeichnet, während der Zusatz ‹freiwillig› nicht bei Tätigkeiten in anderen Schweizer Wirtschaftszweigen, die ebenfalls von Zwangsarbeit bzw. Menschenhandel betroffen sind,[13] gebraucht wird. Oft wird in Politik, Verwaltung und Wissenschaft der Begriff Menschenhandel zum Zweck der sexuellen Ausbeutung verwendet, der sich auch auf erzwungene pornografische Darstellung bezieht.[14]
- Zuhälterei: Dieser Begriff wird im Schweizerischen Strafgesetzbuch nicht verwendet.

## Umfang
Allgemeine Tendenzen wurden und werden immer wieder für einzelne Bereiche der Prostitution oder Kategorien von Prostituierten beobachtet; z. B. gab das Bundesamt für Polizei 1999 an: «In der Schweiz gibt es eine wachsende Zahl von Clubs und Salons, wo sich über 95 % der Frauen – als Touristinnen getarnt – illegal prostituieren.» Konkrete Zahlen zur Quantität von Prostituierten und ihren Kunden oder zum Anteil von Frauen unter ihnen sind jeweils lediglich Schätzungen:
- Das Bundesamt für Polizei geht 2000 in seinem «Bericht über die Rotlichtkriminalität» davon aus, «dass die Prostitution in der Schweiz zahlenmässig nach wie vor zunimmt. Umfrageergebnisse zeigen, dass sich allein in den Kantonen Zürich, Bern, Basel, Genf, Luzern und Tessin mehr als 7000 Frauen prostituieren dürften».[16]
- Der Bundesrat bezog sich in einer Stellungnahme 2020 auf Schätzungen von 2015, wonach «es in der Schweiz rund 6000 Arbeitsplätze für Sexarbeitende [gibt]. Viele Sexarbeitende halten sich nur für kurze Zeit in der Schweiz auf, man geht von rund 13 000 bis 20 000 Sexarbeitenden pro Jahr aus.»[17]
- Medien schätzten 2012, dass in der Schweiz zwischen 13'000 und 25'000 Personen in der Prostitution tätig seien mit einem Jahresumsatz von rund 3,5 Milliarden Franken.[1] Im Kanton Genf habe man 2004 800, 2012 über 4100 als Prostituierte tätige Personen gezählt.[1]
- Forscher mahnten wiederholt, zirkulierende Zahlen mit Vorsicht zu behandeln. Es sei «schwierig, an verlässliche Zahlen zu kommen», bestätigte die Historikerin Sarah Baumann von der Universität Freiburg: «Von einer Mitarbeiterin der Genfer Beratungsstelle für Prostituierte ‘Aspasie’ weiss ich: ‘Vorhandene Statistiken zu Prostitution und Prostituierten sind grundsätzlich falsch.’ Dies vor allem deshalb, weil die Dunkelziffer der nicht registrierten Prostituierten hoch ist.»[18] Die Soziologinnen Bugnon und Chiemient (2009, 3. Bd, S. 24) äusserten sich ebenfalls über die Unmöglichkeit verlässlicher Zahlen. Sie gingen von 13 000 bis 20 000 Personen in der Strassenprostitution aus sowie von einem Transgenderanteil von 4 % und einem Männeranteil von 2 %.

## Aktuelle rechtliche Situation

### Gesetze
Die Gesetze, Verordnungen und Reglemente verfolgen allgemein in erster Linie ihr stets erklärtes Ziel des Schutzes von Prostituierten, Migrierten, Minderjährigen, Opfern von Menschenhandel und von Frauen allgemein, in zweiter Linie jenes der öffentlichen Ordnung und des Schutzes der Quartierbevölkerung vor Lärm und anderer Belästigung. Prostituierte können als Selbständige arbeiten, in Bordellen bzw. Salons ist eine Anstellung auch möglich.
Die Schweiz hat auf Bundesebene kein Prostitutionsgesetz. Was allgemein in Bezug auf Prostitution verboten ist, bestimmt das Strafgesetz in wenigen Artikeln. Neben dem Verbot des Menschenhandels in Art. 182 sind hier auch die Art. 193 Ausnützung der Notlage, Art. 195 Förderung der Prostitution und Art. 196 Sexuelle Handlungen mit Minderjährigen gegen Entgelt zu nennen. Art. 199 Unzulässige Ausübung der Prostitution verpflichtet zur Beachtung der «kantonalen Vorschriften über Ort, Zeit oder Art der Ausübung der Prostitution und über die Verhinderung belästigender Begleiterscheinungen».
Der Ausschluss der vertragsrechtlichen Bindung nach Art. 20 OR für unsittliche Verträge bezieht sich nicht auf die tariflichen Vereinbarungen in der Prostitution. Wenn Freier sich weigern, den für eine sexuelle Dienstleistung vereinbarten Betrag zu bezahlen, kann dieser von den Prostituierten gerichtlich eingeklagt werden.
Die Bundesgesetze bilden lediglich einen Rahmen, die eigentliche Reglementierung der Prostitution obliegt den 26 Kantonen. In 11 von ihnen gelten – auf kantonaler oder kommunaler Ebene – spezifische Verordnungen oder Gesetzesartikel, teilweise ganze Prostitutionsgesetze:
- Basel-Stadt: Seit 2006 gilt die auf dem Übertretungsstrafgesetz basierende Verordnung über Strassenprostitution.[22]
- Bern: Seit 2013 gelten das Gesetz über das Prostitutionsgewerbe (PGG) und die dazugehörige Prostitutionsgewerbeverordnung.[8]
- Freiburg: Seit 2011 gelten das Gesetz über die Ausübung der Prostitution.[23] und die dazugehörige Verordnung über die Ausübung der Prostitution[24]
- Genf: Seit 2010 gelten das Gesetz Loi sur la prostitution (LProst).[25] und die dazugehörige Verordnung Règlement d'exécution de la loi sur la prostitution (RProst)[26]
- Jura: Seit 2013 gelten das Gesetz Loi sur la prostitution (LProst)[27] und die dazugehörige Verordnung Ordonnance sur la prostitution (OProst).[28]
- Luzern: Seit 2020 gelten die Regelungen für das Sexgewerbe in § 29 des Gewerbepolizeigesetzes (GPG).[12]
- Neuenburg. Seit 2017 gelten das Gesetz Loi sur la prostitution et la pornographie (LProst)[29] und die dazugehörige Verordnung Règlement d'exécution de la loi sur la prostitution et la pornographie (RELProst).[30]
- Tessin: Seit 2001 gelten das Gesetz Legge sull'esercizio della prostituzione (LProst)[31] und die dazugehörige Verordnung Regolamento sull’esercizio della prostituzione (RProst).[32] Spezifische Gemeindeverordnungen gelten in Lugano[33] und Locarno,[34] aber auch in diversen kleineren Gemeinden.
- Wallis: Seit 2016 gelten das Gesetz über die Prostitution (GPr)[35] und die dazugehörige Verordnung über die Prostitution (VPr).[36]
- Waadt: Seit 2004 gelten das Gesetz Loi sur l'exercice de la prostitution (LPros)[37] und die dazugehörige Verordnung Règlement d'application de la loi sur l'exercice de la prostitution (RLPros).[38] Zudem gibt es seit 2010 die kantonale Charta Ehrenkodex in Verbindung mit dem Bereich der Prostitution,[39] die aber nicht als Gesetz gilt.
- Zürich: Seit 2013 gelten in der Stadt Zürich die Prostitutionsgewerbeverordnung (PGVO)[40] und die dazugehörigen Ausführungsbestimmungen.[41]

### Steuern und Sozialabgaben
Prostitution gilt als wirtschaftliche Tätigkeit. Einkünfte aus der Prostitution unterliegen der Steuerpflicht, und es müssen die Sozialabgaben abgerechnet werden. Gewerbliche Ausgaben wie Raummiete, Raumausstattung oder Arbeitskleidung können von der Steuer abgezogen werden.

### Jugendschutz
Sexuelle Handlungen mit Personen unter 16 Jahren sind strafbar, wenn der Altersunterschied zwischen den Beteiligten mehr als drei Jahre beträgt (Art. 187 Strafgesetzbuch). Nach Artikel 195 des Strafgesetzbuches ist es außerdem strafbar, eine minderjährige Person, also jünger als 18 Jahre, der Prostitution zuzuführen. Freier eines minderjährigen Prostituierten machen sich nach Artikel 196 Strafgesetzbuch strafbar. Diese Regelungen sind unabhängig vom Geschlecht der Beteiligten.

### Ausländische Prostituierte
Ausländische Prostituierte benötigen einen Aufenthaltsstatus mit Arbeitsbewilligung. Erleichterte Bedingungen bestehen für Prostituierte aus dem Vereinigten Königreich sowie Ländern der EFTA und der EU, für sie gilt die sogenannte 90-Tage-Regelung. Das heisst, dass sie 90 Tage pro Jahr in der Schweiz arbeiten dürfen, ohne dort einen ständigen Wohnsitz zu haben.

## Geschichte (20. und 21. Jahrhundert)

### Rechtsgeschichte

#### Legalisierung
Die «gewerbsmässige Unzucht» wurde 1942 für Personen (wahrscheinlich waren ausschliesslich weibliche gemeint) mit heterosexueller Praxis, 1992 auch für alle anderen legal. Bis 1992 galt der Art. 194 Widernatürliche Unzucht des 1942 in Kraft getretenen Strafgesetzbuches von 1937: «[W]er gewerbsmäßig mit Personen [(wahrscheinlich waren ausschliesslich männliche gemeint)] gleichen Geschlechts unzüchtige Handlungen verübt, wird mit Gefängnis bestraft.» 1942 wurden sonstige homosexuelle Handlungen zwischen Männern ab vollendetem 20. Lebensjahr legal (siehe Geschichte der Homosexualität in der Schweiz). Seit 1975 (per Urteil des Bundesgerichts) ist die Prostitution für Personen mit heterosexueller Praxis (wahrscheinlich waren ausschliesslich weibliche gemeint), seit 1992 die Prostitution allgemein durch die in Art. 27 der Bundesverfassung garantierte Gewerbefreiheit geschützt. Mit dem neuen Sexualstrafrecht wurden 1992 auch Kuppelei und passive Zuhälterei legal, wobei Delikte, welche den Menschenhandel oder die Ausbeutung von Prostituierten betreffen, seither stärker geahndet und bestraft werden.

#### Entkriminalisierung
Die Prostitution wurde 2021 insofern fast vollständig entkriminalisiert, als das Bundesgericht in einem Urteil die bis dahin geltende (und 1985 bzw. 2011 zuletzt bekräftigte) vertragsrechtliche Sittenwidrigkeit (gemäss Art. 20 OR) der Prostitution aufhob. Prostituierten wurde der «auf einer selbstbestimmten Vereinbarung zur Erbringung einer sexuellen Dienstleistung gegen Entgelt beruhende Anspruch […] auf Entschädigung nach Erbringung ihrer Leistung strafrechtliche Schutzwürdigkeit zuerkannt». Seither können Prostituierte also gerichtlich gegen Freier vorgehen, die für erbrachte Dienstleistungen den vereinbarten Betrag nicht zahlen wollen. Der Bundesrat hatte eine solche Aufhebung der Sittenwidrigkeit seit mehreren Jahren erwartet und sich 2012 dazu geäussert: «Heute kann auch nach Ansicht des Bundesrates ein Vertrag über die entgeltliche Erbringung von sexuellen Leistungen nicht mehr per se als sittenwidrig angesehen werden.» Ausserdem hatte der Kanton Bern zu seinem neuen Prostitutionsgesetz 2013 erklärt, «dass die Prostitution im Kanton Bern nicht mehr sittenwidrig ist» (Hervorhebung im Original), und sich damit formal über die bundesgerichtliche Sittenwidrigkeit hinweg gesetzt. Des Weiteren hatte das Bezirksgericht Horgen 2013 in einem Einzelfall gegen die geltende Sittenwidrigkeit der Prostitution entschieden und für die rechtsgültige Anerkennung des kommerziellen mündlichen Vertrags zwischen einer klagenden Prostituierten und ihrem beschuldigten Kunden, der eine Dienstleistung nicht hatte zahlen wollen. Obendrein war 2016 die Kommission für Rechtsfragen des Ständesrates der Ansicht gewesen, «dass die Gerichte Verträge zur Erbringung sexueller Handlungen gegen Entgelt zukünftig nicht mehr als sittenwidrig anschauen würden». Schliesslich führte 2021 ein weiterer juristischer Einzelfall, der Rekurs eines in St. Gallen verurteilten nicht zahlungswilligen Kunden, mit dessen letztinstanzlicher Verurteilung zur Aufhebung der Sittenwidrigkeit des Prostitutionsvertrags und so zum rechtlichen Schutz des sogenannten Dirnenlohns. Eine vollständige Entkriminalisierung der Prostitution wurde damit aber nicht vollzogen, da ihre strafrechtliche Regelung nicht durch eine arbeitsrechtliche Regelung abgelöst worden wäre.

#### Berufliche Anerkennung und Ausbildung
Auch wenn die Prostitution vertragsrechtlich anderen Erwerbstätigkeiten heute gleichgestellt ist, so geht damit keine offizielle Anerkennung des Berufs einher. Der Bundesrat verwies zuletzt 2005 darauf, dass «die Rahmenbedingungen für eine Berufsanerkennung nicht vorhanden» seien, denn Voraussetzung für «eine Aufnahme ins Berufsverzeichnis [sei] eine berufliche Grundbildung».
Hingegen wurden ab 2006 von sexualpädagogischen Vereinen Ausbildungen mit (nicht staatlich anerkanntem) Diplom in Sexualassistenz bzw. Sexualbegleitung angeboten, um für Menschen mit Behinderung und Menschen im höheren Alter eine Möglichkeit der sexuellen Erfahrung zu eröffnen. Gesetzlich fällt Sexualassistenz unter Prostitution. Einzige Ausnahme ist seit 2009 der Kanton Genf, der per Gesetz beschloss, dass sexuell Assistierende einen anderen beruflichen Status haben sollen, der jedoch nicht weiter bestimmt wird (vgl. kantonales Prostitutionsgesetz LProst, Art. 2, 2.). Als der Dachverband für Menschen mit Behinderung Pro Infirmis 2003 sein Programm zur Ausbildung von Sexualassistenten ausarbeitete, erfolgte ein breites Medienecho und ein Skandal. Das Vertrauen der Spender ging zurück, woraufhin das Programm abgebrochen wurde. Vergleichbare kleinere Programme von regionalen sexualpädagogischen Vereinen waren erfolgreicher und konnten in Basel 2006 und in Genf 2008 mit den ersten Ausbildungen beginnen.

#### Restriktionen
Das gesetzliche Mindestalter für Prostituierte war lange gleich dem sexuellen Schutzalter, das 1992 für alle auf 16 Jahre festgelegt wurde, bis 2014 gemäss der ratifizierten europarätlichen Lanzarote-Konvention die Bestrafung von Freiern minderjähriger Prostituierter (unter 18 Jahre) in Kraft trat. Das entsprechende Gesetz sichert den minderjährigen Prostituierten Straffreiheit zu. Das Mindestalter für Prostitution liegt also seit 2014 de facto bei 18 Jahren. Das entspricht dem Alter der Volljährigkeit, das bis 1996 bei 20 Jahren gelegen hatte.
Eine allgemeine sog. Freierbestrafung nach schwedischem Modell, wie sie in der Schweiz von radikal-feministischen und religiös-konservativen Stimmen auch in Parlamenten und Kirchen wiederholt gefordert und 2016 im Nachbarland Frankreich eingeführt wurde, lehnte der Bundesrat 2015 in einer ausführlichen Regierungserklärung zur Prostitutionspolitik ab. Im Vorfeld hatten manche Nationalräte unterschiedlicher Parteien bemängelt, dass der rechtliche Schutz – insbesondere von Frauen – in der Prostitution nicht bestmöglich gewährleistet sei. Dabei pochten die einen auf mehr Liberalisierung und berufliche Anerkennung bei voller Gewährleistung der sexuellen Selbstbestimmung, die anderen, von abolitionistischer Überzeugung, auf mehr Kriminalisierung und Repression mit dem Ziel einer idealisierten Abschaffung der gesamten Prostitution.
Während der Corona-Krise von 2020–2021 wurde die Prostitution zeitweise bundesweit und zeitweise nur in einzelnen Kantonen verboten, so z. B. in Basel. Prostituierte, die das Verbot aus wirtschaftlicher Not missachtet hatten, wehrten sich in zwei Fällen mit Erfolg gegen ihre Strafverfolgung: Ein Mann im Kanton Zürich sowie eine Frau im Kanton Aargau wurden freigesprochen wegen des rechtswidrigen Einsatzes von als Kunden getarnten Polizisten bei der Ermittlung.

### Verfolgung
- Bis 1942 verfolgte die Polizei insbesondere Frauen, die der «Anlockung zur Unzucht an öffentlichen Orten» beschuldigt wurden, teilweise systematisch. Sie konnten verhaftet, zwangsweise medizinisch untersucht und zur Strafe beispielsweise für mehrere Jahre des Kantons verwiesen werden (vgl. Sarasin et al. 2004, S. 23 ff.). Junge weibliche Prostituierte wurden oft in Heimen zur Nacherziehung untergebracht und zur Zwangsarbeit verpflichtet (vgl. ebd, S. 151 f., vgl. Jenzer 2014).
- Bis 1942 drohte homosexuellen männlichen Prostituierten und ihren Kunden – wie homosexuellen Männern allgemein – harte Bestrafung: «An sich waren solche Kastrationen […], mit Ausnahme des Kantons Waadt, freiwillig, doch war die Alternative dazu eine langjährige Internierung in einer Anstalt. Denn bis 1942 waren homosexuelle Handlungen in den meisten Deutschschweizer Kantonen mit Freiheitsstrafen zum Teil bis zu 8 Jahren, belegt, und Rückfällige wurden oft in geschlossene Anstalten eingewiesen.»[64]
- Noch bis in die 1960er-Jahre erfuhren viele Kinder und Jugendliche aus problematischen Familienverhältnissen die Verdingung. Sie wurden nach kurzen amtlichen Verfahren der Zwangsarbeit zugeführt und ausgebeutet. Dieses Schicksal widerfuhr auch manchen jungen Prostituierten. Mit gleicher Methode operierte 1937 ein Amtsstatthalter (Staatsanwalt) in Luzern: «Die Verfolgung im besagten Jahr war beispielslos. 55 junge Männer wurden verdächtigt, Strichjungen zu sein. Die meisten von ihnen waren über 18 Jahre alt. Obwohl sich kaum je nachweisen liess, dass sich einer von ihnen etwas zu Schulden hätte kommen lassen, wurde ein Grossteil von ihnen bevormundet und zur Nacherziehung in verschiedene Heime gebracht – darunter in die Zwangsarbeitsanstalt Sedel.»[65]

### Sittlichkeitsbewegung (Abolitionismus)
Die im späteren 19. Jh. entstandenen abolitionistischen Sittlichkeitsvereine, insbesondere der Schweizerische Frauenbund zur Hebung der Sittlichkeit (SFHS), kämpften auch im 20. Jh. für die Kriminalisierung und die repressive Verfolgung der Prostitution (vgl. Jenzer 2014). Unter ihnen war zunächst die in Genf 1875 auf Initiative von Josephine Butler gegründete Internationale Föderation zur Abschaffung der Prostitution (FAI), die noch 1990 im UNO-Hauptgebäude Palais des Nations in Genf einen Weltkongress abhielt. Hinzu kamen ihre nationale Sektion Schweizerischer Frauenbund zur Hebung der Sittlichkeit (SFHS) mit regionalen Untersektionen, ferner der in Neuenburg 1877 entstandene Internationale Verein Freundinnen junger Mädchen, der unter dem späteren Namen Compagna noch heute fortbesteht. «Der Verband deutschschweiz. Frauenvereine zur Hebung der Sittlichkeit nannte sich ab 1921 evang. Frauenhilfe und schloss sich 1947 dem Evangelischen Frauenbund der Schweiz (EFS) an», der sich 2007 den Namen Evangelische Frauen Schweiz (EFS) gab.
Im 21. Jh. verfolgte insbesondere die radikal-feministische Frauenzentrale Zürich ein abolitionistisches Programm und forderte die strafrechtliche Verfolgung von Freiern. Auf ihre Kampagne «Stopp Prostitution – Für eine Schweiz ohne Freier» von 2018, der sich Organisationen wie z. B. die Frauenzentrale Ausserrhoden anschlossen, reagierten liberal-feministische Organisationen mit der Kampagne «Sexarbeit ist Arbeit» als Gegenoffensive. Ferner sind hier radikal-feministische Medien zu nennen wie etwa das 1993 gegründete Magazin FrauenSicht (ab 2014 als Online-Magazin), das sich heute selbst als «die führende Informationsquelle für die Gleichstellung von Frauen und Männern» bezeichnet.
Unter den politischen Parteien vertrat im 21. Jh. vor allem die EVP die abolitionistische Position aus religiös-konservativer Gesinnung. Teils ähnlich gesinnte abolitionistische Stimmen (besonders aus der CVP), teils eher radikal-feministisch gesinnte (besonders aus der SP) verlauteten auch aus fast allen anderen im Bundesparlament vertretenen Parteien.

### Selbstorganisation
Die Hurenbewegung, wie sie etwa in Frankreich, England oder Deutschland in den letzten Jahrzehnten als Teil des Sex Workers' Rights Movement auf sich aufmerksam machte, drückte sich in der Schweiz einerseits in der Form von einigen Initiativen der Selbstorganisation von Prostituierten aus. Unter ihnen waren auch die folgenden:
- 1982 gründeten Genfer Prostituierte in Zusammenarbeit mit Sozialarbeiterinnen den Verein Aspasie, dessen Beratungsstelle noch heute besteht.
- 1998 wurde in Genf auf Initiative von Grisélidis Réal der Verein Astarté als Abspaltung des Vereins Aspasie von prostituierten Frauen und Männern gegründet.
- Von 2006 bis 2016 war die Sexarbeiterin Claudette Plumey Präsidentin des Beratungsstellen-Verbandes ProKoRe, in dem während jener Zeit auch andere Sexarbeitende mitwirkten.[74]
- 2012 wurde in Genf die Gewerkschaft für Sexarbeiterinnen und -arbeiter Sydicat des travailleuses et travailleurs du sexe (STTS) gegründet, die aber keinem Gewerkschaftsbund angehörte.[75]
- 2014 gründeten die Sexarbeiterinnen Claudette Plumey und Karen (aus Lyon) in Genf den Verein Association de défense des travailleuses du sexe (ADTS).[76][77]
- 2021 wurde in Zürich eine Selbstorganisation namens Sex Workers Collective gegründet zur gesamtschweizerischen Vernetzung von Prostituierten und zur Verbesserung der rechtlichen Arbeitsbedingungen.[78]

Andererseits veranstalten Sexarbeitende, meist in Zusammenarbeit mit regionalen Organisationen, in unregelmässigen Abständen kleinere öffentliche Kundgebungen, insbesondere zum Internationalen Tag für Rechte von Sexarbeitenden am 3. März, zum Internationalen Hurentag am 2. Juni, zur internationalen Sex Worker Pride am 14. September oder zum Internationalen Tag gegen Gewalt an Sexarbeitenden am 17. Dezember. Ferner beteiligten sich Sexarbeitende verschiedentlich an der Westschweizer LGBTQI-Pride sowie an Kundgebungen zum Gedenktag für die Opfer von Transfeindlichkeit am 20. November, zum Weltfrauentag oder zum Tag der Arbeit. Als Symbol der Hurenbewegung und des weiter gefassten Sex Workers' Rights Movement waren rote Regenschirme ab 2006 jeweils präsent. Unter den Kundgebungen waren auch die folgenden:
- 2018 demonstrierten Sexarbeiterinnen in Basel für bessere rechtliche Arbeitsbedingungen.[79][80]
- 2019 beteiligten sich Sexarbeitende vielerorts an den Kundgebungen zum Schweizer Frauenstreiktag.[81]

## Bekannte Prostituierte
- Sylvia Leiser alias Frau Mercedes (* 1947)[82]
- Claudette Plumey (* 1937)[83][84]
- Grisélidis Réal (1929–2005). Nach ihr wurde im Dezember 2024 ein öffentlicher Platz im Genfer Pâquis-Quartier benannt.[85][86]
- Irene Staub alias Lady Shiva (1952–1989)[87]

## Organisationen

### International
In der Schweiz sind verschiedene UN-Nebenorgane und weitere internationale Organisationen beheimatet, die sich laufend mit der Thematik der Prostitution auseinandersetzen, unter ihnen: WHO, UNAIDS, IAO, UNHCR, CEDAW, IKRK.
Einige nationale und regionale Organisationen in der Schweiz sind Partnerinnen der internationalen Nichtregierungsorganisationen NSWP (Global Network of Sex Work Projects), TAMPEP (European Network for HIV/STI Prevention and Health Promotion among Migrant Sex Workers) und ESWA (European Sex Workers Rights Alliance), die sich bis September 2021 ICRSE (International Committee on the Rights of Sex Workers in Europe) nannte.

### National
Verschiedene eher sex-positiv bzw. liberal-feministisch orientierte Nichtregierungsorganisationen setzen sich auch mit der Prostitution in der Schweiz auseinander. Unter ihnen: FIZ Fachstelle Frauenhandel und Frauenmigration, AIDS-Hilfe Schweiz, Terre des Femmes (Schweiz), Christlicher Friedensdienst, humanrights.ch, Amnesty International (Schweiz). Hinzu kommt ProKoRe, ein Verband, der sich spezifisch mit allen Fragen der Prostitution bzw. Sexarbeit befasst und erklärtermassen die Rechte aller Sexarbeitenden in der Schweiz vertritt. Die genannten Organisationen sind regelmässig Ansprechpartnerinnen der Bundespolitik und werden von Bundesbehörden, insbesondere bei Vernehmlassungen, zu Themen um Prostitution konsultiert.
Die Betreiber zahlreicher Nachtclubs und ähnlicher Erotik-Etablissements sind organisiert im 1934 gegründeten Arbeitgeberverband der schweizerischen Unterhaltungsgastronomie ASCO, der sich spezifisch für ihre Interessen einsetzt.

### Regional
Diverse Organisationen bieten Beratungen für Prostituierte an. Quasi flächendeckend bieten die regionalen Fachstellen, die dem Dachverband ProKoRe angehören, ein administratives, psychosoziales und gesundheitliches Beratungsangebot für Prostituierte aller Geschlechter und verfahren dabei nach dem Prinzip einer anerkennenden und wertschätzenden Sozialen Arbeit, die Sexarbeit als Arbeit sieht. Die angestellten Fachleuchte der Sozialen Arbeit, Krankenpflege, Psychologie usw. arbeiten mit Prostituierten vor Ort, also in ständigem Kontakt mit der Basis. Die meisten dieser Organisationen verfügen über eine unabhängige Vereinsstruktur und haben Leistungsverträge mit öffentlichen Verwaltungsstellen, wenige sind städtische oder staatliche Einrichtungen. Sie sind regelmässig Ansprechpartnerinnen der jeweiligen kantonalen Politik und werden von Kantons- und Kommunalbehörden, insbesondere bei Vernehmlassungen, zu Themen rund um Prostitution konsultiert. Zudem bieten einige abolitionistisch orientierte radikal-feministische oder kirchliche Organisationen, darunter die Heilsarmee, Beratungen ausschliesslich für Frauen mit dem primären Ziel ihrer beruflichen Neuorientierung, ihres sogenannten Ausstiegs. Vor allem in den grösseren Agglomerationen befassen sich auch weitere Organisationen mit der Prostitution, insbesondere mit Fokus auf Gewalt (Opferhilfeprojekte), Drogengebrauch (Drogenhilfeprojekte) oder sexuelle Gesundheit (STI-Prävention) bei breiteren Zielgruppen.

## Kulturelle Veranstaltungen

### Ausstellungen
- 2004 zeigte das Schweizerischen Nationalmuseum im Zürcher Museum Bärengasse die Ausstellung Wertes Fräulein, was kosten Sie? Prostitution in Zürich 1875–1925. Es erschien ein gleichnamiger Begleitband zur Ausstellung (Sarasin et al. 2004).
- 2007 zeigte das Kornhausforum Bern die Ausstellung Sexarbeit. Prostitution – Lebenswelten und Mythen. Kuratorin Elisabeth von Dücker brachte die Ausstellung vom Museum der Arbeit Hamburg nach Bern, wo die Kunsthistorikerin und Filmemacherin Veronika Minder einen spezifischen Bereich zur Schweiz sowie ein breites Rahmenprogramm gestaltete.[90]
- 2015 zeigte der ehemalige Genfer Bürgermeister Patrice Mugny unter freiem Himmel die Ausstellung Putain de portraits aus Anlass der Herausgabe seines gleichnamigen Buches mit einer Reihe von Portraits Prostituierter in Text und Fotografie.
- 2025 wurde im Rahmen der 28. Ausgabe des Filmfestivals Pink Apple die Ausstellung With legs wide open in Zürich gezeigt. Anlass war der thematische Fokus mit dem Titel Sexarbeit – zwischen Stigma und Faszination. Es wurden zahlreiche Filme zum Thema Prostitution ins Festival-Programm integriert.[91]

### Theater
- 2010 zeigte die Genfer Regisseurin Françoise Courvoisier ihr Bühnenstück Les combats d'une reine nach Texten von Grisélidis Réal zum Thema Prostitution zunächst in Avignon, 2011 im Genfer Théâtre Le Poche.[92][93]
- 2015 zeigte der Zürcher Schauspieler und Performer Daniel Hellmann erstmals sein Bühnenstück Traumboy, in dem er Sexarbeit diskutiert, im Theaterhaus Gessnerallee in Zürich.[94][95]

## Medien

### Ereignisse
Verschiedene die Prostitution betreffende Ereignisse fanden in den Schweizer Medien der vergangenen Jahre besondere Beachtung, darunter die folgenden.
- Das Personenfreizügigkeitsabkommen zwischen der Schweiz und der EU vom 21. Juni 1999, das 2009 auch auf Rumänien und Bulgarien ausgeweitet wurde, führte zu einer Zunahme des Angebots.[1]
- 2009 liess die Genfer Stadtregierung das Grab der Schriftstellerin, Malerin und Prostituierten Grisélidis Réal (1929–2005), einer Ikone der internationalen Hurenbewegung, feierlich auf den Ehrenfriedhof Cimetière des Rois umbetten. In den Monaten zuvor war in Schweizer und europäischen Medien von einem grossen Skandal die Rede.[96][97] Réals Werk geniesst international Beachtung.[98]
- 2011 wurde die Schweiz vom Europäischen Gerichtshof für Menschenrechte zur Entschädigung einer Privatklägerin verurteilt. Sie war von der Genfer Kantonspolizei 1993 zu Unrecht in einem spezifischen Prostituiertenregister erfasst worden und hatte daraufhin Klage eingereicht.[99][100]
- 2013 liess die Stadt Zürich im peripheren Stadtteil Altstetten Verrichtungsboxen aufstellen (Strichplatz Depotweg). Zur gleichen Zeit verbot sie den Strassenstrich am Sihlquai nahe der Innenstadt.[101] Diese Massnahmen wurden von mehreren Organisationen als zu restriktiv kritisiert.[102]
- 2014 wurde öffentlich bekannt, dass Insassen der Therapie-Abteilung La Pâquerette im Untersuchungsgefängnis Champ-Dollon bei Genf in Begleitung von Sozialtherapeuten Prostituierte hatten besuchen dürfen.[103][104]
- 2014 wurde der Theologe und Präsident der Evangelisch-reformierten Kirche Schweiz Gottfried Locher von konservativen Stimmen sehr kritisiert wegen seiner liberalen Haltung gegenüber Fragen der Sexualität und besonders der Prostitution. Auf Empörung stiessen Aussagen in einem Interview, darunter die folgende: «Befriedigte Männer sind friedlichere Männer. Darum sage ich, wir sollten den Prostituierten dankbar sein. Sie tragen auf ihre Art etwas zum Frieden bei.»[105]
- 2018 startete die radikal-feministisch bzw. abolitionistisch orientierte Frauenzentrale Zürich eine medienwirksame Kampagne für die Einführung eines Prostitutionsverbots.[106] Die feministische Schweizer Nichtregierungsorganisation Terre des Femmes (Schweiz) distanzierte sich mit Gegenforderungen der Liberalisierung, was zum Eklat und bald zum Bruch mit der deutschen Schwester-Organisation Terre des Femmes e. V. führte.[107][71]
- 2019 wurde in Genf eine Korruptionsaffäre zwischen einem Bordellbetreiber und etwa 20 Polizeibeamten zum Skandal.[108] Es kam zu gerichtlichen Verfahren. Zur Aufklärung leitete die Genfer Kantonsregierung eine Untersuchung ein und liess die ethischen Regeln der Polizei überarbeiten.[109]
- Während der Corona-Krise von 2020–2021 gerieten viele Prostituierte in eine wirtschaftliche Notlage, woraufhin psychosozial-gesundheitliche Fach- und Beratungsstellen Aktionen zur Solidarisierung starteten.[110][111] Zusammen mit weiteren Organisationen wurde die Bildung von Nothilfe-Fonds unterstützt, aus denen dann über die Beratungsstellen Gelder an Bedürftige verteilt wurden.[112]

### Fernsehsendungen
- La prostitution. In: Temps présent. TSR, 7. März 1974 (französisch).
- Prostitution: Zéro de conduite (Sortir de la prostitution). In: Tell Quel. TSR, 25. März 1983 (französisch).
- Grisélidis Réal. In: Les grands entretiens. TSR, 2. Oktober 2002 (französisch).
- Interdire la prostitution?. In: Infrarouge. TSR 23. Mai 2006 (französisch).
- Sur les trottoirs de Suisse romande. In: Temps présent. RTS, 7. Juni 2012 (französisch).
- Callboys – Männer für gewisse Stunden. In: DOK. SRF, 3. Oktober 2013.
- Prostitution: faut-il abolir ou réglementer?. In: Géopolitis. RTS, 20. Oktober 2013 (französisch).
- Prostitztione. In: Falò. RSi, 1. Januar 2014 (italienisch).
- Prostituzione in Ticino, il balletto attorno alla legge. In: 60 minuti. RSI, 31. März 2014 (italienisch).
- Prostitution verbieten – Freier bestrafen?. In: Arena. SRF, 12. April 2014.
- Nach dem Strassenstrich: Aus den Augen aus dem Sinn. In: DOK. SRF, 15. Januar 2015.
- Bekenntnisse eines Zuhälters. In: Reporter. SRF, 11. Januar 2015.
- Grisélidis Real, Hure. In: Vergissmeinnicht. Arte, 24. März 2017.
- Dopo la nuova legge sulla prostituzione. In: Tempi moderni. RSI, 13. April 2018 (italienisch).
- Soll man Sex kaufen dürfen? In: Der Philosophische Stammtisch. SRF, 4. November 2018.
- Zwischen Prostitution und Mission. Sexualbegleitung im Alter. NZZ-Format, 7. Mai 2020.
- Streitfrage Prostitution – (K)ein Thema für die Religionen? In: Sternstunde Religion. SRF, 12. November 2023.

### Dokumentarfilme
- Jean-François Davy: Prostitution. (u. a. über Grisélidis Réal) 1976 (französisch).
- David Fonjallaz, Simon Jäggi, Louis Mataré: Frau Mercedes. Alt werden auf dem Autostrich. (über Sylvia Leiser) 2007.
- Harmonia Carmona: Muerte de una puta. (über Grisélidis Réal) 2006 (spanisch).
- Sylvie Cachin: Claudette. (über Claudette Plumey) 2008 (französisch).
- Mireille Darc: Pas sur la bouche. 2011 (französisch).
- Natacha Giler: Griselidis Réal, carnet de bal. 2013 (französisch).
- Marie-Ève de Grave: Belle de nuit - Grisélidis Réal, autoportraits. 2016 (französisch).
- Gabriel Baur: Glow. (über Lady Shiva alias Irene Staub) 2017.

### Bücher
- Appell Sexarbeit-ist-Arbeit.ch (Hrsg.): Ich bin Sexarbeiterin. Porträts und Texte. Limmat, Zürich 2020.
- Valentin N. J. Landmann: Nackte Tatsachen. Der Rotlicht-Report. Orell Füssli, Zürich 2011. (Essay)
- Patrice Mugny: Putain de portraits. Slatkine, Genf 2015. (französisch)
- Aline Wüst: Piff, Paff, Puff. Prostitution in der Schweiz. Echtzeit, Basel 2020. (Reportage)

## Forschung
Arbeiten:
- 1948: Die juristische Dissertation von Eugen Meier (Univ. Zürich) bringt Aufschlüsse zu den Veränderungen durch die Inkraftsetzung vom Eidgenössischen Strafgesetzbuch 1942 und auch zur Unterscheidung zwischen legaler heterosexueller und verbotener gleichgeschlechtlicher Prostitution.
- 1985: Die sozialhistorische Dissertation von Anita Ulrich (Univ. Zürich) befasst sich mit der Prostitution, ihren Bedingungen und ihrem Kontext in Zürich während der Belle Epoque.
- 2004: Die Dissertation der Rechtswissenschafterin Brigitte Hürlimann (Univ. Freiburg) ist eine deskriptive und kritische Monographie zur Rechtslage der Prostitution und zur Frage der Sittenwidrigkeit.
- 2007: Die Soziologin Milena Chimienti promoviert (Univ. Genf) über die vielschichtigen Zusammenhänge und Probleme von Prostitution und Migration.
- 2009: Milena Chimienti liefert eine umfassende soziologische Auftragsstudie für die Bundesverwaltung über den gesamthaften Sexmarkt in der Schweiz.
- 2009: Um HIV und männliche Sexarbeiter in der Schweiz geht es in der Dissertation des Pädagogen Andreas Pfister (Univ. Zürich).
- 2010: Die Dissertation der katholischen Theologin und Ethikerin Béatrice Bowald (Univ. Luzern) hat viel Beachtung gefunden.
- 2011: Die Dissertation der Erziehungswissenschafterin Eva Büschi (Univ. Zürich) zu Fragen der Gewalt wird viel zitiert.
- 2011: In der Dissertation der Erziehungswissenschafterin Maritza Le Breton (Univ. Zürich) geht es um Handlungsoptionen von migrierenden Sexarbeiterinnen.
- 2014: Die Dissertation der Geschichtswissenschafterin Sabine Jenzer (Univ. Zürich) problematisiert die Schweizer Erziehungsheime für junge prostituierte bzw. «gefallene» Frauen in der Zeit von 1870 bis 1940.
- 2016: Die Dissertation der Juristin Kathrin Heinzl (Univ. Zürich) liefert ihrerseits einen Beitrag zur Prostitution im Schweizer Strafrecht.
- 2016: Die Kriminologen Martin Killias und Lorenz Biberstein (Univ. Zürich) veröffentlichen wichtige Ergebnisse ihrer umfassenden nationalen Studie zum Prostitutionsmarkt.
- 2016: Der Historiker Kevin Heiniger (Univ. Basel) geht in seiner Dissertation über männliche Jugendliche in einer Aargauer Erziehungsanstalt eingehend auf die Thematik der Prostitution ein.
- 2018: Die Rechtswissenschafterin Nora Scheidegger (Univ. Bern) äussert gesetzlichen Reformbedarf auch im Bereich Prostitution in ihrer Monographie über das Schweizer Sexualstrafrecht.
- 2020: Eine politikwissenschaftliche Dissertation zur Umsetzung des Genfer Prostitutionsgesetz durch verschiedene Polizeieinheiten und soziale Akteure wird von Mira Fey (Geneva Graduate Institute) veröffentlicht.[113]
- 2020: Eine monographische Ethnographie der Arbeitsbeziehungen von der Sozialen Arbeit im Prostitutionskontext liefert Rebecca Mörgen (Univ. Zürich).
- 2025: Die Historikerin Sarah Baumann veröffentlicht ihre mit dem Unia-Hauptpreis für Arbeitssoziologie, Industrielle Beziehungen und Gewerkschaftsforschung in der Schweiz ausgezeichnete Dissertation (Univ. Freiburg) zur sexuellen Arbeit von Frauen in Schweizer Städten in der 2. Hälfte des 20. Jh.s.

Vernetzung:
Einige wissenschaftlich Forschende aus der Schweiz beteiligen sich seit 2015 am interdisziplinären Netzwerk Kritische Sexarbeitsforschung, das in den Folgejahren zur Gesellschaft für Sexarbeits- und Prostitutionsforschung (GSPF) mutierte.
Archive:
- Das Schweizerische Sozialarchiv in Zürich führt ein gesondertes Dossier über Prostitution.[115]
- Das Centre Grisélidis Réal[116] in Genf ist ein Archiv zur Prostitution bzw. Sexarbeit, das allen Forschenden offen steht.[117] Der Bestand wurde katalogisiert; der Katalog ist online zugänglich. Kernbestand ist die von der Namensgeberin über 30 Jahre geführte systematische Sammlung von Texten und anderen Zeitzeugnissen über Prostitution.[118]